# Pave Johannes 6.
Johannes 6. (655 - 11. januar 705) var pave fra 30. oktober 701 til sin død i 705. Johannes 6. var fra Efesos i Anatolien, og var pave under det byzantinske pavedømme. Hans tid som pave var præget af militære og politiske gennembrud i Italien. Han efterfulgte Pave Sergius 1. to måneder efter hans død, og hans valg skete allerede syve uger efter Sergius' død. Han blev efterfulgt af Pave Johannes 7. efter mindre end to måneder efter sin død. Han blev begravet i Basilica Sancti Petri, der stod hvor Peterskirken senere blev bygget.